# Salmo 91
O Salmo 91 é o 91.º salmo do Livro dos Salmos, geralmente conhecido em português por seu primeiro verso na Versão Almeida Corrigida Fiel: "Aquele que habita no esconderijo do Altíssimo, à sombra do Onipotente descansará". Na versão grega, da Septuaginta da Bíblia e em sua tradução latina Vulgata, esse salmo é o Salmo 90 em um sistema de numeração ligeiramente diferente. Em latim, é conhecido como "Qui habitat". Como salmo de proteção, é comumente invocado em tempos difíceis. Embora nenhum autor seja mencionado no texto hebraico desse salmo, a tradição judaica o atribui a Moisés, com Davi compilando-o em seu Livro dos Salmos. A tradução grega da Septuaginta do Antigo Testamento atribui a autoria do Salmo 91 à Davi.
O salmo é uma parte regular das liturgias judaica, católica, anglicana e protestante. O salmo completo e os versos selecionados costumam ser tocados com música, principalmente por Heinrich Schütz e Felix Mendelssohn, este último utilizando versos para o seu motete Denn er hat seinen Engeln befohlen. Além disso, o salmo foi parafraseado em hinos e recitado por completo ou em partes por artistas contemporâneos.

## Contexto e temas
O Midrash declara que o Salmo 91 foi composto por Moisés no dia em que completou a construção do Tabernáculo no deserto. Os versos descrevem a própria experiência de Moisés ao entrar no Tabernáculo e ser envolvido pela nuvem divina. O Tehilim e o Zohar ensinam que Moisés compôs esse salmo enquanto ascendia às nuvens pairando sobre o Monte Sinai, quando recitou essas palavras como proteção contra os anjos da destruição.
No pensamento judaico, o Salmo 91 transmite os temas da proteção de Deus e do resgate do perigo. O Talmude (Livro de Shevu'ot 15b) chama esse salmo de "canto das pragas" (shir shel pega'im ou shir shel nega'im, em hebraico "canção dos encontros" ou "canção das aflições"), pois "quem o recita com fé em Deus será ajudado por Ele em tempos de perigo". Desde os tempos de Gueonim, este salmo foi recitado para afastar demônios e espíritos malignos.  Ainda de acordo com o Midrash, este salmo faz referência a muitos tipos de demônios que ameaçam o homem, incluindo "terror", "seta", "peste", "escuridão" e "mortandade" mencionados nos versículos 5-6. O salmo foi escrito em amuletos por judeus e cristãos do período da Antiguidade Tardia.
Os cristãos modernos veem o Salmo 91 como uma fonte de conforto e proteção, mesmo em tempos de sofrimento. O versículo 13, descrito na versão Almeida Corrigida Fiel como "pisarás o leão e a cobra; calcarás aos pés o filho do leão e a serpente", foi a origem da iconografia de Cristo pisando sobre os animais, vista no período da Antiguidade Tardia e revivido na arte carolíngia e anglo-saxônica.

## Texto

### Versão da Bíblia Hebraica
O Salmo 91, escrito originalmente em Hebraico, foi dividido em 16 versículos, conforme o texto extraído da Bíblia Hebraica:
| Verso | Hebraico                                      |
| ----- | --------------------------------------------- |
| 1     | יֹשֵׁב בְּסֵ֣תֶר עֶלְי֑וֹן בְּצֵ֥ל שַׁ֜דַּ֗י יִתְלוֹנָֽן                 |
| 2     | אֹמַ֗ר לַֽ֖יהֹוָה מַחְסִּ֣י וּמְצֽוּדָתִ֑י אֱ֜לֹהַ֗י אֶבְטַח־בּֽוֹ           |
| 3     | כִּ֚י ה֣וּא יַ֖צִּֽילְךָ מִפַּ֥ח יָק֗וּשׁ מִדֶּ֥בֶר הַוּֽוֹת               |
| 4     | בְּאֶבְרָת֨וֹ: יָ֥סֶךְ לָ֗ךְ וְתַ֣חַת כְּנָפָ֣יו תֶּחְסֶּ֑ה צִנָּ֖ה וְסֹֽחֵרָ֣ה אֲמִתּֽוֹ |
| 5     | לֹֽא־תִ֖ירָא מִפַּ֣חַד לָ֑יְלָה מֵ֜חֵ֗ץ יָ֘ע֥וּף יוֹמָֽם               |
| 6     | מִדֶּבֶר בָּאֹ֣פֶל יַֽהֲלֹ֑ךְ מִ֜קֶּ֗טֶב יָ֘שׁ֥וּד צָֽהֳרָֽיִם                |
| 7     | יִפֹּ֚ל מִצִּדְּךָ֨ \| אֶ֗לֶף וּרְבָבָ֥ה מִֽימִינֶ֑ךָ אֵ֜לֶ֗יךָ לֹ֣א יִגָּֽשׁ      |
| 8     | רַק בְּעֵינֶ֣יךָ תַבִּ֑יט וְשִׁלֻּמַ֖ת רְשָׁעִ֣ים תִּרְאֶֽה               |
| 9     | כִּֽי־אַתָּ֣ה יְהֹוָ֣ה מַחְסִּ֑י עֶ֜לְי֗וֹן שַׂ֣מְתָּ מְעוֹנֶֽךָ              |
| 10    | לֹֽא־תְאֻנֶּ֣ה אֵלֶ֣יךָ רָעָ֑ה וְ֜נֶ֗גַע לֹֽא־יִקְרַ֥ב בְּאָֽהֳלֶֽךָ           |
| 11    | כִּ֣י מַ֖לְאָכָיו יְצַוֶּה־לָּ֑ךְ לִ֜שְׁמָרְךָ֗ בְּכָל־דְּרָכֶֽיךָ             |
| 12    | עַל־כַּפַּ֥יִם יִשָּׂא֑וּנְךָ פֶּן־תִּגֹּ֖ף בָּאֶ֣בֶן רַגְלֶֽךָ               |
| 13    | עַל־שַׁ֣חַל וָפֶ֣תֶן תִּדְרֹ֑ךְ תִּ֜רְמֹ֗ס כְּפִ֣יר וְתַנִּֽין              |
| 14    | כִּ֚י בִ֣י חָ֖שַׁק וַֽאֲפַלְּטֵ֑הוּ אֲ֜שַׂגְּבֵ֗הוּ כִּֽי־יָ֘דַ֥ע שְׁמִֽי           |
| 15    | יִקְרָאֵ֨נִי וְֽאֶֽעֱנֵ֗הוּ עִמּֽוֹ־אָֽנֹכִ֥י בְצָרָ֑ה אֲ֜חַלְּצֵ֗הוּ וַֽאֲכַבְּדֵֽהוּ    |
| 16    | אֹ֣רֶךְ יָ֖מִים אַשְׂבִּיעֵ֑הוּ וְ֜אַרְאֵ֗הוּ בִּישֽׁוּעָתִֽי               |

### Versão Almeida Corrigida Fiel
O texto a seguir está relatado conforme a versão Almeida Corrigida Fiel:
1. Aquele que habita no esconderijo do Altíssimo, à sombra do Onipotente descansará.
2. Direi do SENHOR: Ele é o meu Deus, o meu refúgio, a minha fortaleza, e nele confiarei.
3. Porque ele te livrará do laço do passarinheiro, e da peste perniciosa.
4. Ele te cobrirá com as suas penas, e debaixo das suas asas te confiarás; a sua verdade será o teu escudo e broquel.
5. Não terás medo do terror de noite nem da seta que voa de dia.
6. Nem da peste que anda na escuridão, nem da mortandade que assola ao meio-dia.
7. Mil cairão ao teu lado, e dez mil à tua direita, mas não chegará a ti.
8. Somente com os teus olhos contemplarás, e verás a recompensa dos ímpios.
9. Porque tu, ó SENHOR, és o meu refúgio. No Altíssimo fizeste a tua habitação.
10. Nenhum mal te sucederá, nem praga alguma chegará à tua tenda.
11. Porque aos seus anjos dará ordem a teu respeito, para te guardarem em todos os teus caminhos.
12. Eles te sustentarão nas suas mãos, para que não tropeces com o teu pé em pedra.
13. Pisarás o leão e a cobra; calcarás aos pés o filho do leão e a serpente.
14. Porquanto tão encarecidamente me amou, também eu o livrarei; pô-lo-ei em retiro alto, porque conheceu o meu nome.
15. Ele me invocará, e eu lhe responderei; estarei com ele na angústia; dela o retirarei, e o glorificarei.
16. Fartá-lo-ei com longura de dias, e lhe mostrarei a minha salvação.

## Usos

### Judaísmo

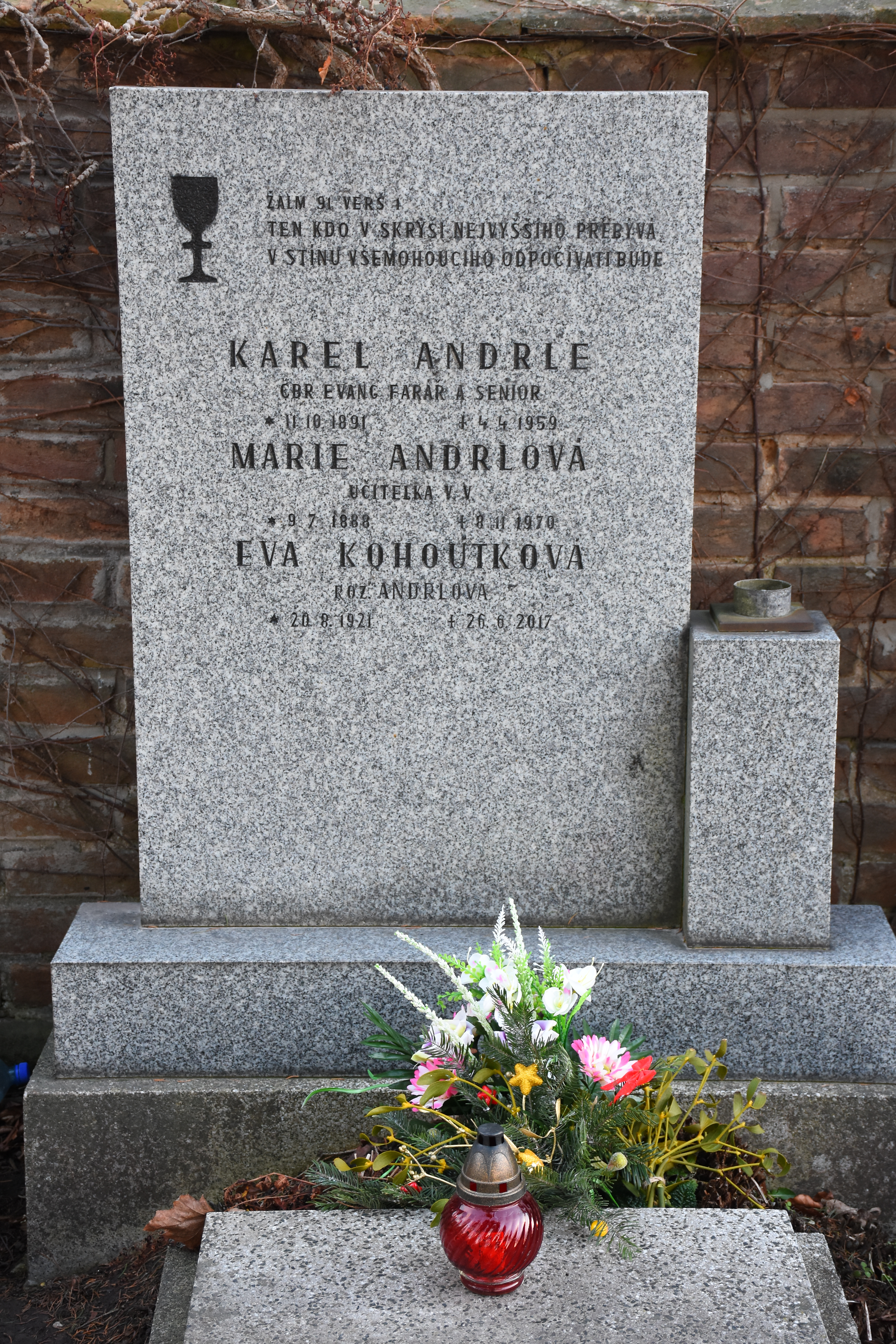
Túmulo de uma família russa com dizeres do Salmo 91 grafados na lápide.

O Salmo 91 é recitado durante o Pesukei Dezimra nos cultos matinais de Shabat, Yom Tov e Hoshaná Rabá. Também é lido após a oração da noite no Motza'ei Shabat, e durante o Bedtime Shemá noturno. Em cada uma dessas orações, o versículo 16 é dito duas vezes. Segundo Machzor Vitry, o verso é duplicado para completar a grafia do nome de Deus.
Ele também faz parte das cerimônias de enterro da comunidade judaica, nas quais é recitado por sete vezes. Quando os portadores do caixão se aproximam do túmulo, param a cada poucos metros, repetindo o salmo. No caso do enterro de uma mulher, os portadores do caixão não param a procissão, mas mantém a tradição de  repetir o salmo sete vezes.
Além disso, o versículo 11 do salmo ("Porque aos seus anjos dará ordem a teu respeito, para te guardarem em todos os teus caminhos") é recitado após o poema litúrgico Shalom alechem na refeição noturna de sexta-feira. O Salmo 91 é frequentemente recitado no meio judaico como uma oração por proteção, principalmente antes de embarcar em uma jornada ou viagem longa.

### Cristianismo
O Salmo 91 é referenciado no Novo Testamento da Bíblia Sagrada em três oportunidades. Duas delas se referem aos versos 11 e 12 ("Porque aos seus anjos dará ordem a teu respeito, para te guardarem em todos os teus caminhos / Eles te sustentarão nas suas mãos, para que não tropeces com o teu pé em pedra"), que são mencionados pelo diabo no episódio da tentação de Cristo. No versículo 6 do quarto capítulo de Mateus, bem como nos versículos 10 e 11 do quarto capítulo de Lucas, o diabo propõe que Jesus Cristo se jogue de cima do pináculo do templo utilizando o salmo como referência. Jesus, então, lhe responde que apesar de estar escrito na Bíblia tais coisas, também está que não se deve tentar ao Senhor teu Deus. A outra menção ao salmo também é visualizada no Evangelho segundo Lucas, capítulo 10, no qual Jesus conversa com setenta discípulos e comenta sobre seu encontro com o diabo com uma referência ao versículo 13 ("Pisarás o leão e a cobra; calcarás aos pés o filho do leão e a serpente").
No cristianismo ocidental e no cristianismo oriental, o Salmo 91 é frequentemente cantado ou recitado durante os serviços das Completas, sendo tradicionalmente utilizado nas orações da hora sexta, e também no serviço memorial para os que já partiram. No Lecionário Comum Revisado (Ano C), o salmo é designado para o primeiro domingo da Quaresma, vinculando-o à tentação de Cristo, onde o diabo faz citação a este salmo. Além do período que antecede à Páscoa, na Igreja ocidental medieval o Salmo 91 é abordado nas leituras da Sexta-feira Santa.

## Cenário musical e cultural

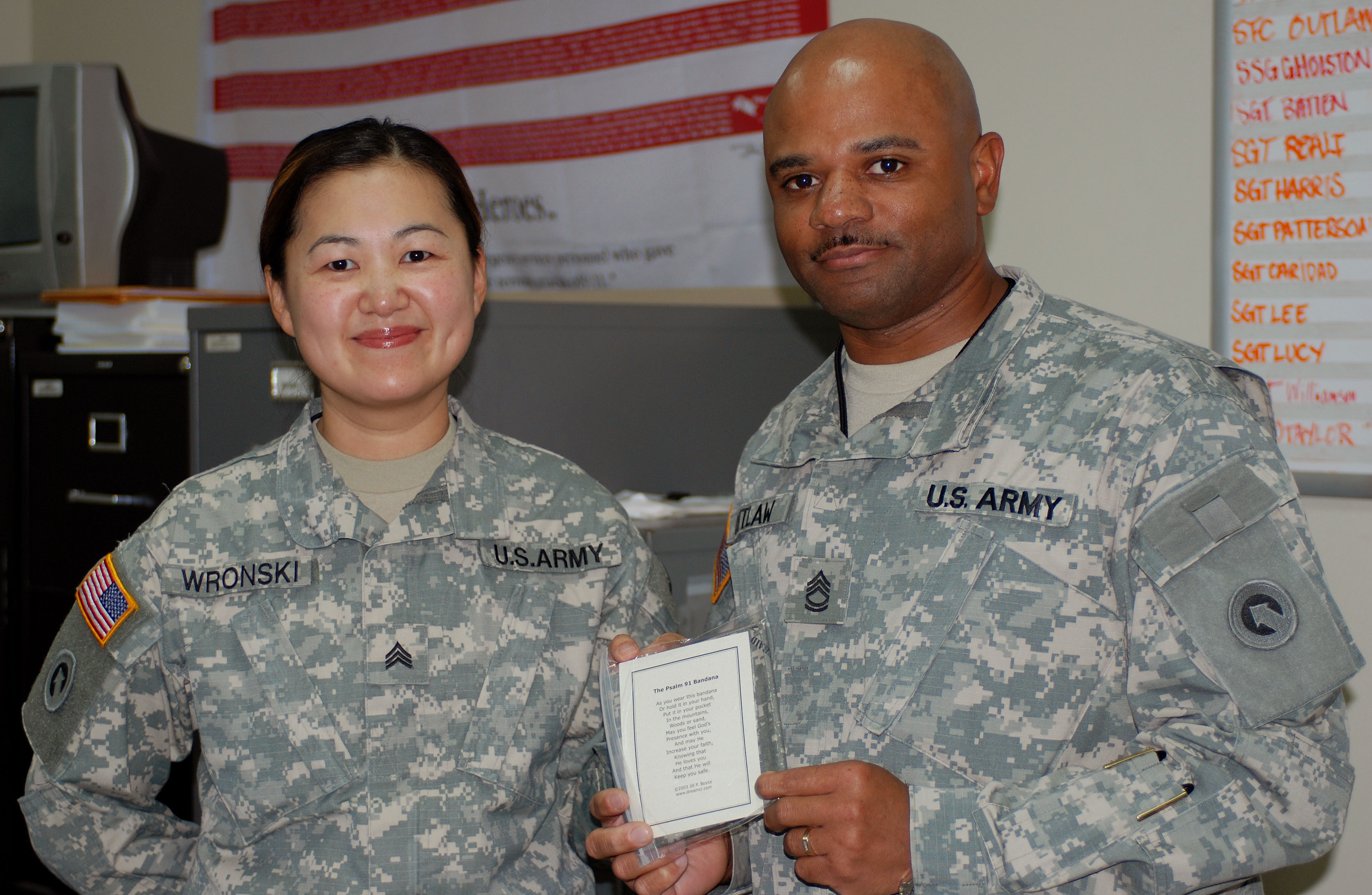
Funcionários militares dos EUA seguram um pacote contendo uma bandana de camuflagem impressa com o Salmo 91 no café da manhã do Dia Nacional de Oração no Marine Corps Base Camp Lejeune, em maio de 2010

O Salmo 91 também é referenciado no cenário musical. O compositor polonês Józef Elsner definiu os três últimos versos deste salmo como um ofertório Quoniam in me speravit, Op.30, publicado em 1829. Já o maestro e compositor alemão Felix Mendelssohn compôs um cenário de dois versículos do Salmo 91 no motete Denn er hat seinen Engeln befohlen (1844), que ele também incluiu em seu oratório chamado Elias. Heinrich Schütz, organista e compositor alemão, também criou um cenário referente ao salmo intitulado Wer sich des Höchsten Schirm vertraut, SWV 189.
No cenário da música cristã contemporânea, o Salmo 91 está presente em múltiplas canções. Em 2009, a banda brasileira Trazendo a Arca, em seu álbum Salmos e Cânticos Espirituais, gravou "Aquele Que Habita", um soul baseado no Salmo. Em 2015, foi recitado no décimo sétimo álbum do grupo brasileiro Diante do Trono, chamado Tetelestai, A cantora Marine Friesen, integrante desta banda, lançou uma canção homônima em referência ao Salmo 91, a qual foi incluída em seu álbum solo Ressuscitou. A banda de metal brasileira-americana Soulfly recitou o salmo em português na faixa bônus "Salmo-91" em seu quinto álbum, Dark Ages. Michael Joncas baseou-se no Salmo 91, em Êxodo 19 e em Mateus 13 para compor a canção "On Eagle's Wings" ("Nas Asas da Águia"), um hino devocional utilizado frequentemente em missas católicas nos Estados Unidos.
Além disto, vários cantores e bandas mencionam alguns dos versos da canção em suas músicas, como no álbum de estréia de Sinéad O'Connor, The Lion and the Cobra, que inclui uma recitação dos versículos 11 a 13 em irlandês feitos pela artista Enya na música "Never Get Old". Já a banda canadense de metal Cryptopsy faz referência aos versículos 5 a 8 do salmo em sua música "The Pestilence That Walketh in Darkness" em seu álbum de 2005 Once Was Not, enquanto a Jerry Garcia Band cita os versículos 5 e 6 em sua música "My Sisters and Brothers", e Madonna faz referência ao Salmo 91 em "Virgin Mary (Intro)" em sua turnê The MDNA Tour de 2012.
O Salmo 91 também é conhecido como o Salmo do Soldado ou a Oração do Soldado. Bandanas de camuflagem impressas com o salmo são frequentemente distribuídas às tropas dos Estados Unidos.